# Anaglyptus kanssuensis
Anaglyptus kanssuensis là một loài bọ cánh cứng trong họ Cerambycidae.